# Pandż (osiedle)
Pandż (tadż. Панҷ) – osiedle typu miejskiego w południowo-zachodnim Tadżykistanie, nad rzeką Pandż w wilajecie chatlońskim; 6,6 tys. mieszkańców (1973). Do 1931 miejscowość nazywała się Saraj Komar, do 1936 - Baumanabad, do 1963 - Kirowabad. Po rzece Pandż przechodzi południowa granica kraju z Afganistanem.